# 8300 Iga
8300 Iga eller 1994 AO2 är en asteroid i huvudbältet som upptäcktes den 9 januari 1994 av den japanska astronomen Takao Kobayashi vid Ōizumi-observatoriet. Den är uppkallad efter Yuichi Iga.
Den tillhör asteroidgruppen Eunomia.